# ファンキーハットの快男児 二千万円の腕
『ファンキーハットの快男児 二千万円の腕』（ファンキーハットのかいだんじ にせんまんえんのうで、Vigilante with a Funky Hat: The 20,000,000 Yen Arm or Man with the Funky Hat Pt.2 ）は、1961年の日本映画。主演 ： 千葉真一、監督 ： 深作欣二、製作 ： 東映、モノクロ・東映スコープ、53分。『ファンキーハットの快男児シリーズ』の第二作。

## 解説
高校野球で活躍した少年を、プロ野球の球団が札束乱れ飛ぶスカウト合戦している最中に殺人事件が発生し、前作でも活躍した探偵・天下一郎（千葉真一）が、今回も鮮やかに解決する作品。深作欣二はスリル・サスペンス・コミカルな青春痛快篇に仕上げているが、折しも将来を嘱望された若者を入団させようと躍起になる、ドラフト導入前のプロ野球界を反映したものとなった。千葉は階段の踊り場から軽やかに飛び降り、左右に開脚して2人の敵を同時に倒す跳び蹴り、大勢の敵と大乱闘したあとリズミカルにステップを踏みながら去っていく、乗馬での疾走、その屈強な身体と才智でこの難問を解明していく天下一郎の様を、溌剌かつ軽快に演じている。前作と同様に千葉は器械体操で培った筋骨隆々な肉体美を大乱闘シーンで披露し、製作スタッフも同じ陣容、出演者は天下探偵事務所関係者と一郎の相棒・近藤茂のみ同配役だが、引き続き出演しているそれ以外の俳優の役柄は異なっている。脚本の田辺虎男・池田雄一はプロ野球以外にも、当時社会問題となっていた神風タクシーをストーリーへ盛り込んだ。映画音楽には前作と同様にジャズが全編に流され、物語の舞台である茂の田舎・浜野町や軍艦島は、それぞれ浜野駅と猿島で、ロケーション撮影が行われた。

## ストーリー
全国高校野球選手権では若葉高校の川原投手が大活躍しており、プロ野球の各球団からスカウトが甲子園に集まっていた。そのピッチングを天下探偵事務所でテレビ観戦していた天下一郎は、相棒・近藤茂から川原を自分の後輩だと自慢げに聞かされていた。後に若葉高校は優勝し、原動力となった川原の獲得に各球団は動き出し始める。川原は帝都ホテルで会った後援会の会長・黒谷から「君の身は我々が預かる」と伝えられ、この時から川原は姿を見せなくなった。一郎はいつものように茂とジャズ喫茶「エンジン」に入り浸っていたが、入ってきた綺麗な女の子・武智美矢子に惹かれる。父親と待ち合わせしていたスポーツ記者の美矢子は見合い相手と会うよう、有無を言わさずコンサートチケットを渡され、行くように説得された。一郎は美矢子の後を付いていき、ちゃっかり隣の席「への13番」に座り、美矢子を食事に誘う。取り残された茂は川原と連絡が取れなくなり心配し出していたが、同時刻に川べりで身元不明の水死体が上がる。ポケットには「への13番」と記されたチケットが入っていた。一方レストランにいた美矢子は見合い相手が一郎だと思い込み、その旺盛な食欲に呆れていたら、刑事がやってきて二人は連行されてしまう。警察で事情を説明するものの、一郎はこってり説教された。「見合い相手は事件に巻き込まれるような碌な人物じゃない」と美矢子の父親は身上調査をデタラメと決めつけ、担当した天下探偵事務所に抗議。
果たして水死体は何者なのか？ そして川原の行方は？ 天下探偵事務所の名誉回復という大義名分を背負って一郎は調査を始めるが、ライフスタイル同様に軽やか＆鮮やかに解決へ導いていく。

## キャスト
- 千葉真一 ： 天下一郎

- 中原ひとみ ： 武智美矢子
- 小川守 ： 川原投手
- 岡本四郎 ： 近藤茂
- 波島進 ： 野口
- 神田隆 ： 黒谷
- 十朱久雄 ： 武智
- 須藤健 ： 岩崎
- 斎藤柴香 ： 玉腰
- 加藤嘉 ： 老刑事
- 花沢徳衛 ： 天下清助
- 岩城力也 ： 高田
- 潮健児 ： 神風の与三郎
- 沢彰謙 ： 捜査係長
- 高田博 ： 刑事A
- 関山耕司 ： 中本
- 岡田敏子 ： 久保拓子
- 片山滉 ：警察医
- 佐藤晟也 ： 交通係の巡査A
- 岡野耕作 ： 刑事B
- 小嶋一郎 ： 黒谷の部下
- 岡部正純 ： 交通係の巡査B
- 加藤鞆子 ： 川原の姉
- 打越正八 ： 川原元吉
- 相馬剛三 ： 山田
- 五十嵐敏江 ： チー子
- 桜井悦子 ： ピー子
- 高山美代子 ： パー子
- 大東良 ： 佐々木

- 配役不明 - 牧野内とみ子・北山達也・久地明・菅原壮男・ピエール瀬川・高田信二

## スタッフ
- 監督 ： 深作欣二
- 企画 ： 根津昇・渡辺洋一
- 脚本 ： 田辺虎男・池田雄一
- 撮影 ： 内田安夫
- 録音 ： 岸勇
- 照明 ： 入江進
- 美術 ： 進藤誠吾
- 音楽 ： 三保敬太郎
- 編集 ： 長沢嘉樹
- 助監督 ： 田口勝彦
- 進行主任 ： 白浜汎城
- スチール ： 山守勇